# Перунова рать
Перунова рать (англ. For All We Have and Are) — третій альбом гурту Сокира Перуна, виданий у 2002-му році. Перевидано наступного року на Patriot Productions. Концептуально присвячений Павлу Шандруку та УНА загалом.

## Зміст
| #        | Назва                                              | Тривалість |
| -------- | -------------------------------------------------- | ---------- |
| 1.       | «Pride of Europe»                                  | 02:40      |
| 2.       | «Hail the New Dawn» (Skrewdriver cover)            | 03:38      |
| 3.       | «Перунова рать»                                    | 06:50      |
| 4.       | «European Dream»                                   | 06:26      |
| 5.       | «Ми з тобою, брате»                                | 03:15      |
| 6.       | «For All We Have and Are»                          | 04:43      |
| 7.       | «Під прапором перемоги»                            | 04:30      |
| 8.       | «Поранений птах»                                   | 05:55      |
| 9.       | «ZOGland»                                          | 03:46      |
| 10.      | «Лютий. Зимно»                                     | 04:07      |
| 11.      | «Генерал»                                          | 07:00      |
| 12.      | «Незгасне полум'я слави»                           | 05:26      |
| 13.      | «Тризна» (симфонічна, «Політ валькірій» Р.Вагнера) | 06:19      |
| 01:04:35 |                                                    |            |

Перевидання містило додатковий трек «Тризна ч. II».